# فهرست عناصر بر پایه نماد شیمیایی

## A
Al(آلومینیوم)
Ar(آرگون)
As(آرسنیک)
Ag(نقره)
Au(طلا)
At(آستاتین)
Am(امریسیم)
Ac(اکتینیم)

## B
Be(بریلیوم)
B(بور)
Br(برم)
Ba(باریم) 
Bi(بیسموت)
Bk(برکلیم)
Bh(بوریم)

## C
C(کربن)
Ca(کلسیم)
Cd(کادمیوم)
Ce(سریوم)
Cf(کالیفرنیوم)
Cl(کلر)
Cm(کوریوم)
Co(کُبالت)
Cr(کروم)
Cs(سزیوم)
Cu(مس)

## D
Db(دوبنیوم)
Dy(دیسپرونیوم)

## E
Er(اربیوم)
Es(اینشتینیوم)
Eu(یوروپیوم)

## F
F(فلوئور)
Fe(آهن)
Fm(فرمیوم)
Fr(فرانسیوم)

## G
Ga(گالیوم)
Gd(گادولینیوم)
Ge(ژرمانیوم)

## H
H(هیدروژن)
He(هلیوم)
Hf(هافنیوم)
Hg(جیوه)
Ho(هولمیوم)
Hs(هاسیوم)

## I
I(ید)
In(ایندیوم)
Ir(ایریدیوم)

## K
K(پتاسیم)
Kr(کریپتون)

## L
La(لانتانیوم)
Li(لیتیوم)
Lr(لاورنسیوم)
Lu(لوتسیوم)

## M
Md(مندلویوم)
Mg(منیزیوم)
Mn(منگنز)
Mo(مولیبدن)

## N
N(نیتروژن)
Na(سدیم)
Nb(نیوبیوم)
Nd(نیودیمیوم)
Ne(نئون)
Ni(نیکل)
No(نوبلیوم)
Np(نپتونیوم)

## O
O(اکسیژن)
Os(اسمیوم)
Og(اوگانسون)

## P
P(فسفر)
Pa(پروتاکتینیوم)
Pb(سرب)
Pd(پالادیوم)
Pm(پرومتیوم)
Po(پولونیوم)
Pr(پراسیودیمیوم)
Pt(پلاتین)
Pu(پلوتونیوم)

## R
Ra(رادیوم)
Rb(روبیدیوم)
Re(رنیوم)
Rf(رادرفوردیم)
Rg(رونتگنیم)
Rh(رودیوم)
Rn(رادون)
Ru(روتنیوم)

## S
S(گوگرد)
Sb(انتیموان)
Sc(اسکاندیوم)
Se(سلنیوم)
Sg(سیبورگیوم)
Si(سیلیسیوم)
Sm(ساماریوم)
Sn(قلع)
Sr(استرنسیوم)

## T
Ta(تانتال)
Tb(تربیوم)
Tc(تکنسیوم)
Te(تلوریوم)
Th(توریوم)
Ti(تیتانیوم)
Tl(تالیوم)
Tm(تولیوم)

## U
U(اورانیوم)

## V
V(وانادیوم)

## W
W(تنگستن)

## X
Xe(زنون)

## Y
Y(ایتریوم)
Yb(ایتربیوم)

## Z
Zn(روی)
Zr(زیرکونیوم)